# Áreas protegidas de Nicaragua

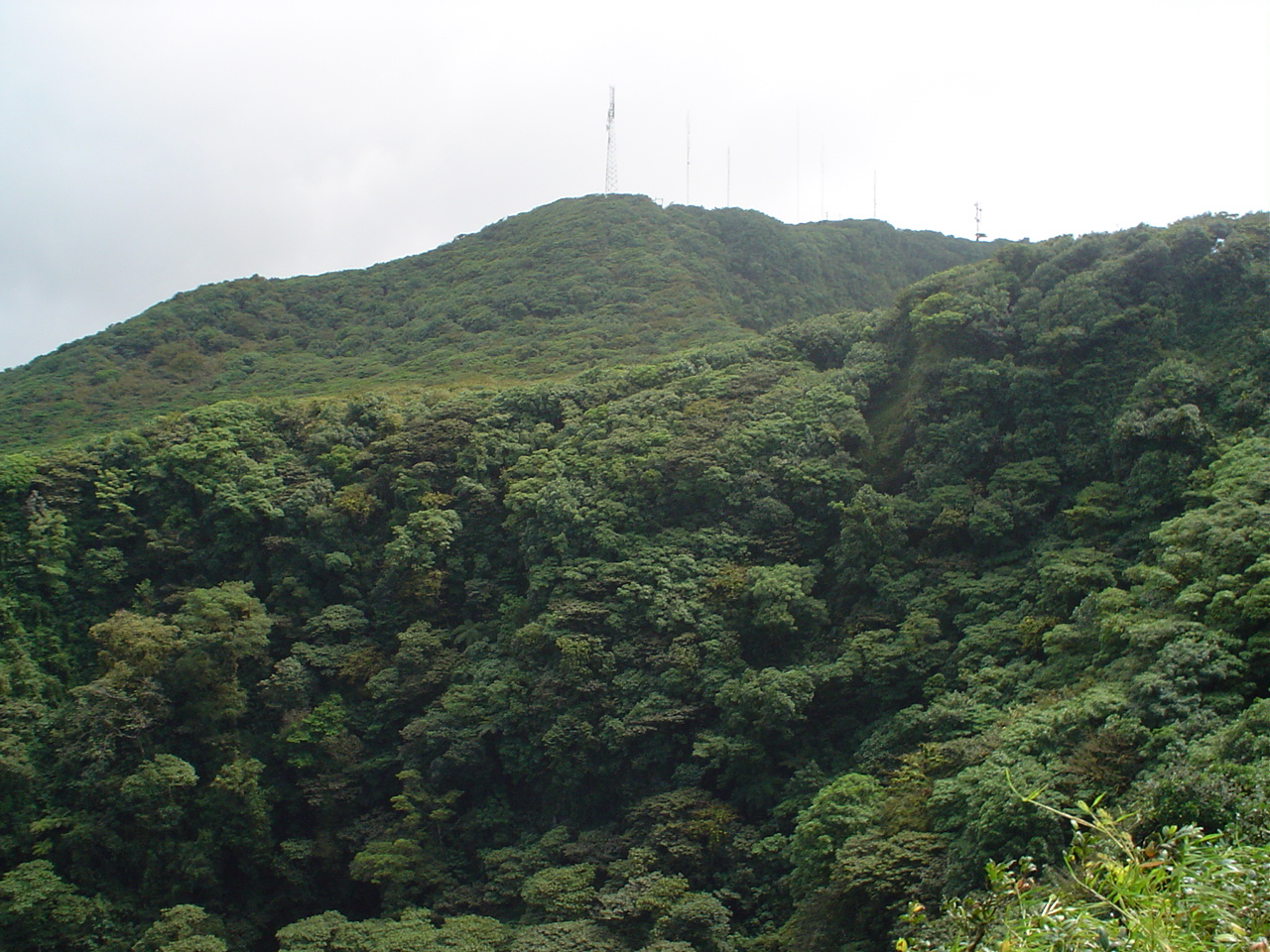
Selva tropófila de la Reserva Natural Volcán Mombacho

Nicaragua cuenta con 71 áreas protegidas (sin incluir las Reservas Silvestres Privadas que pueden llegar a ser más de 100), cubriendo aproximadamente una extensión territorial de 2.208.786,7214 hectáreas, en nueve categorías de manejo, esto quiere decir que equivale a un 17% del territorio nacional. Las áreas protegidas son territorios que poseen una belleza o unas características únicas que se deben de conservar (flora y fauna silvestre, recursos hídricos, etc).
Las áreas protegidas son manejadas por el Ministerio del Ambiente y los Recursos Naturales (MARENA), en específico por un Sistema Nacional de Áreas Protegidas (SINAP) que está adscrito al MARENA. El SINAP en manejo conjunto con las comunidades y poblados indígenas y étnicos (en el caso de la costa Caribe de Nicaragua) se encargan de establecer planes de manejo para el área protegida.

## Historia de las áreas protegidas en Nicaragua
En el año de 1958 se declara la primera área protegida del país; ésta fue la Península de Cosigüina, ubicada en el Municipio de El Viejo, Departamento de Chinandega, bajo la categoría de zona de refugio de fauna silvestre.
Pasaron 13 años y es hasta en 1971, que se declaró la segunda área protegida del país, el Parque nacional Saslaya, ubicado en la Región Autónoma del Atlántico Norte. En esa época, se incorporó y promovió el concepto de parques nacionales, como áreas libres de asentamientos humanos dedicados a la conservación de hábitats, donde se prohíbe la caza, pesca y tala de bosque. En el año de 1979 se declara la tercera área protegida correspondiendo ésta a la designación de Parque nacional Volcán Masaya.
Con la visión de salvaguardar las especies se formaron nuevas áreas hasta contar con 71 áreas protegidas, cubriendo aproximadamente una extensión territorial de 2.208.786,7214 hectáreas, en nueve categorías de manejo, esto quiere decir que equivale a un 17% del territorio nacional.
Un dato importante es que se consideraba que eran 76 AP, porque se integraban: Cabo Viejo Tala Sulama, Bismuna Raya, Laguna Pahara, Laguna Kisalaya, Yulu Karata y Llanos Layasiksa, sin embargo se declaran como reserva biológica Cayos Miskitos y la franja costera.
En 1994 se crea el Ministerio del Ambiente y los Recursos Naturales, (MARENA) y en 1996 se aprueba la Ley n.º 217, Ley General del Medio Ambiente y los Recursos Naturales, en la que se dedica una sección especial a las áreas protegidas que consta de siete artículos, creándose legalmente el Sistema Nacional de Áreas Protegidas, SINAP.
En el año 1998, se experimentó una reestructuración del Estado, estableciendo dentro de la nueva estructura del MARENA, la creación de la Dirección General de Áreas Protegidas, DGAP.
A la fecha han sido declarados ocho Parques Ecológicos Municipales, y cuarenta y tres Reservas Silvestres Privadas, distribuidos en todo el territorio nacional.

## Papel de las áreas protegidas nicaragüenses en la biodiversidad
Muchas áreas protegidas del país protegen grandes extensiones de biomas fragmentados en otras partes del país y/o de la región. Tal es el caso de la mayoría de áreas protegidas en las costas del Mar Caribe y en las montañas del norte y centro del país.
Entre las áreas protegidas más importantes, tanto para Nicaragua como para el continente americano y el mundo, están la Reserva de Bosawás en el departamento de Jinotega (frontera con Honduras) (1997), el Río San Juan (2003) y la isla de Ometepe (2010) que han sido declaradas como Reserva de la biosfera por la UNESCO. La primera se extiende por una zona de 2,000,000 de hectáreas (de las cuales 840,817.5 ha están estrictamente protegidas en una reserva biológica y cinco reservas naturales) y alberga la segunda mayor extensión de selvas umbrófilas en el Hemisferio Occidental, en esta reserva convergen la fauna del Norte y del Sur de América y se estima que el 10% de las especies del planeta se encuentren en Bosawás.
También hay áreas protegidas en el país cuya importancia es la preservación de especies endémicas, tal es el caso de la Reserva Natural Volcán Mombacho en el que hay varias especies endémicas de salamandras y orquídeas.
En resumen, las áreas protegidas juegan un papel fundamental en la protección de la flora y la fauna del país, además de proteger ecosistemas degradados en otros puntos del país.

## Lista de las áreas protegidas de Nicaragua

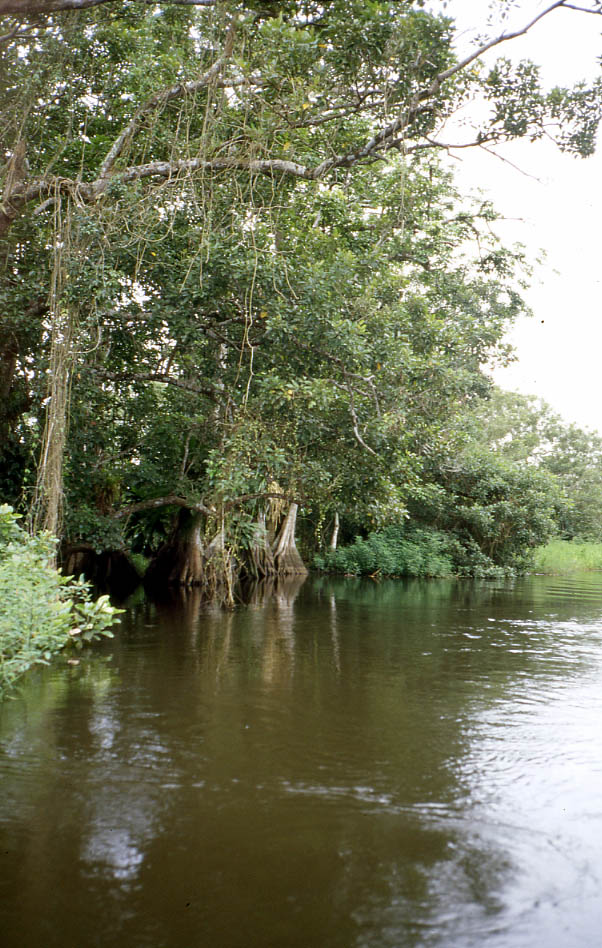
Un río en el Refugio de Vida Silvestre Los Guatuzos.

Algunas de las áreas protegidas están incluidas en la "Lista de Humedales de Importancia Internacional" publicada el 7 de noviembre de 2022 por la Convención sobre los Humedales (Ramsar, Irán, 1971). Los humedales incluidos en la Lista pasan a formar parte de una nueva categoría en el plano nacional y la comunidad internacional reconoce que tienen un valor significativo no sólo para el o los países donde se encuentran, sino también para la toda la humanidad. Nicaragua posee nueve (9) sitios Ramsar equivalentes a 406.852 hectáreas.
A continuación la lista de las áreas protegidas de Nicaragua:

### Región del Pacífico
- Parque Memorial Volcán Casita
- Parque Nacional Volcán Masaya
- Parque Nacional Volcán Mombacho
- Parque Nacional Archipiélago de Zapatera
- Monumento Nacional Archipiélago de Solentiname
- Sitio Histórico Fuerte La Inmaculada Concepción
- Refugio de Vida Silvestre Chacocente
- Refugio de Vida Silvestre Los Guatuzos ("Los Guatuzos" sitio RAMSAR - 43.750 hectáreas)
- Reserva Biológica Indio Maíz
- Reserva Natural Laguna de Asososca
- Reserva Natural Laguna de Nejapa
- Reserva natural Laguna de Tiscapa
- Reserva Natural Península de Chiltepe (incluye la península, los cerros Chiltepe, Apoyeque y San Lucas, y las lagunas de Apoyeque y Xiloá)
- Reserva natural y Refugio de Vida Silvestre Chocoyero-El Brujo
- Reserva Natural Laguna de Tisma ("Sistema Lagunar de Tisma", sitio RAMSAR - 16.850 hectáreas)
- Reserva Natural Laguna de Apoyo
- Reserva natural Miraflor
- Reserva Natural La Máquina
- Reserva Natural Volcán Cosigüina (incluye la península, el volcán, la laguna y los islotes)
- Reserva Natural Volcán Concepción
- Refugio de Vida Silvestre Peña Inculta – Humedal Istián
- Reserva Natural Volcán Maderas
- Reserva Natural Volcán Telica
- Reserva Natural Cerro Negro-Las Pilas-El Hoyo (Complejo volcánico Cerro Negro-Las Pilas-El Hoyo en la cordillera de los Maribios)
- Reserva Natural San Cristóbal-Casita (Complejo volcánico San Cristóbal-Casita en la cordillera de los Maribios)
- Reserva Natural Isla de Juan Venado
- Reserva Natural Estero Padre Ramos
- Reserva Natural Laguna Mecatepe
- Reserva Natural Río Manares
- Deltas del Estero Real y Llanos de Apacunca (sitio RAMSAR - 81.700 hectáreas)
  - Reserva Natural Estero Real
  - Reserva Natural Llanos de Apacunca (reserva de recursos genéticos Somotillo, Villanueva)
- Reserva Natural Rio San Juan

### Región Central
- Monumento Nacional Cañón de Somoto
- Reserva de Bosawás
- Reserva natural Lago de Apanás-Asturias ("Lago de Apanás-Asturias" sitio RAMSAR - 5.415 hectáreas)
- Reserva privada del bosque lluvioso Selva Negra[1]
- Reserva natural Cerro Apante
- Reserva natural Cerro Arenal
- Reserva natural Cerro Banacruz
- Reserva natural Cerro Cola Blanca
- Reserva natural Cerro Cumaica-Cerro Alegre
- Reserva natural Cordillera Dipilto y Jalapa
- Reserva natural Cerro Guabule
- Reserva natural Cerro Kilambé
- Reserva natural Cerro Mombachito - La Vieja
- Reserva natural Cerro Musún
- Reserva natural Cerro Pancasán
- Reserva natural Cerro Quiabuc-Las Brisas
- Reserva natural Cerro Silva
- Reserva natural Cerro Wawashang
- Reserva natural Macizos de Peñas Blancas
- Reserva natural Sierra Amerrisque
- Reserva natural Tisey-La Estanzuela
- Reserva natural Tepesomoto-Pataste
- Reserva natural Volcán Yali
- Reserva natural Tomabú
- Reserva natural Cerro Frío-La Cumplida
- Sistema Lacustre Playitas-Moyúa-Tecomapa (sitio RAMSAR - 1.161 hectáreas)
- Sistema de Humedales de San Miguelito (sitio RAMSAR - 43.475 hectáreas San Miguelito)
- Reserva Natural Fila
- Reserva Natural Mesas de Moropotente
- Reserva Natural Sierra Quirragua
- Reserva Natural Yolaina

### Región Autónoma Caribe Norte
- Reserva Natural Alamikangban
- Reserva Natural Tala-Sulama (Cabo Viejo)
- Reserva Biológica Cayos Miskitos ("Cayos Miskitos y Franja Costera Inmediata", sitio RAMSAR - 85.000 hectáreas)
- Reserva Natural Lago de Bihumuna Raya
- Reserva Natural Kligna
- Reserva Natural Laguna de Kuhkalaya
- Reserva Natural Laguna de Layasiksa
- Reserva Natural Limbaikan
- Reserva Natural Llanos de Makantakan
- Reserva Natural Makantakan
- Reserva Natural Laguna de Pahra

### Región Autónoma Caribe Sur
- Reserva Natural Cordillera de Yolaina
- Reserva Natural Llanos de Karawala
- Sistema de Humedales de la Bahía de Bluefields (sitio RAMSAR MR - 86.501 hectáreas)
- Reserva Natural Punta Gorda
- Refugio de Vida Silvestre Río San Juan (sitio RAMSAR - 43.000 hectáreas)
- Reserva Natural Salto Río Yasika
- Reserva de Recursos Genéticos Yucul
- Reserva Natural Yulu
- Reserva Natural Yulu Karata
- Reserva Natural La Mentira